# میئورا تانه‌یوشی
میئورا تانه‌یوشی (به ژاپنی: 三浦胤義); نامشخص – ۶ ژوئیهٔ ۱۲۲۱) سامورایی در نیمه اول شوگون‌سالاری کاماکورا فرمانده لشکر امپراتور گو-توبا در نبرد جوکیو بود.